# ألبرت غولدمان
ألبرت غولدمان (بالإنجليزية: Albert Goldman)‏ هو محامي أمريكي، ولد في 1897، وتوفي في 1960.